# 王詔 (正統進士)
王詔（1414年—1480年），字伯宣，湖廣衡州府衡陽縣人，民籍。明朝政治人物。進士出身。

## 生平
湖廣鄉試第二十八名。正統七年（1442年）壬戌科會試第三十九名，殿試登進士第三甲第十三名，授禮科給事中。景泰年間，因事辭職。天順年間，重新起用，仍擔任原職，不久升都給事中。成化年間，通政司右參議、工部右侍郎。成化九年，辭職回鄉，歸途中去世。成化十六年，賜祭葬如例。

## 家族
曾祖父王庶叔。祖父王原簡。父亲王仕復。